# Canal de Salwa
Pour les articles homonymes, voir Salwa.
Le canal de Salwa est une route maritime proposée et un projet touristique à travers l’Arabie saoudite le long de sa frontière avec le Qatar, transformant ainsi ce pays en une île. Ce projet semble actuellement abandonné.

## Historique
La frontière entre l'Arabie saoudite et le Qatar a été le théâtre de plusieurs affrontements violents depuis que les deux pays ont finalisé leurs frontières en 2001. En juin 2017, l'Arabie saoudite et plusieurs autres pays ont rompu leurs relations diplomatiques avec le Qatar et imposé un blocus terrestre, maritime et aérien.

## Proposition
La clôture de l'appel d'offres devait avoir lieu le 25 juin 2018. Selon la publication "Makkah Al-Mukarramah", la société ayant remporté le contrat aurait dû être annoncée dans les 90 jours suivant cette date, après quoi cette société aurait dû commencer les travaux immédiatement afin de terminer le chantier dans un délai d'un an.
Le canal proposé aurait eu une longueur de 70 km, une largeur de 200 mètres et une profondeur de 20 mètres, fournissant une voie navigable pour les bateaux ayant un tirant d'eau allant jusqu'à 12 mètres et aurait pu accueillir des cargos, porte-conteneurs et navires de passagers d'une longueur et d'une largeur maximale de 295 m et de 33 m. Le coût préliminaire a été estimé à 2,8 milliards de riyals saoudiens, soit 643 millions de €.
Le canal proposé aurait été construit à une distance allant d'un à cinq kilomètres de la frontière du Qatar; les terrains situés du côté de la frontière avec ce pays devant être utilisés par l'armée et les garde-frontières[réf. nécessaire].
La proposition a également une justification commerciale avec le développement de stations touristiques le long de la nouvelle voie navigable, avec des hôtels et des stations balnéaires avec plages privées. Le plan comprend également la construction de ports en zone franche.
Les médias saoudiens rapportent que le projet aurait pu être achevé en 12 mois, en le comparant avec les 72 km du canal de Suez qui a nécessité ce laps de temps, bien qu'ici il s'agisse de creuser une nouvelle voie navigable sur une partie seulement de la longueur totale, le reste n'aurait nécessité que d'élargir des canaux existants.
Certaines sources semblent privilégier un tracé évitant la baie Khawr al Udayd réserve naturelle classée par l'UNESCO et partagée avec le Qatar.